# Герб Пярнумаа
Герб Пярнумаа (ест. Pärnumaa vapp) разом із прапором є офіційним символом Пярнумаа, одного з повітів Естонії.
Створено 5 лютого 1937 року, затверджено 26 вересня 1996 року.

## Опис герба
У золотому полі спинається чорний ведмідь із червоним язиком і срібними пазурами та зубами.

## Значення
Ведмідь є представником місцевої фауни.